# Il poema celeste
Il poema celeste (in persiano الهی نامه‎, trasl. Ilāhī-Nāma o Elāhī-nāmeh, lett. il "Libro di Dio" o "Libro del Divino") è un'opera letteraria scritta in lingua persiana dal poeta sufi Attar di Nishapur (c. 1145–1221) nel XII secolo. È composto da circa 6500 versi e presenta storie aneddotiche di lunghezza molto variabile, alcune lunghe solo 3 versi e altre lunghe circa 400 versi. Attar si sforzò di aprire la "porta del tesoro divino" con questa narrativa poetica e credeva che, finito di scriverla, avesse elogiato Maometto in un modo tale che nessun poeta prima o dopo di lui avrebbe mai superato.

## Contesto storico
Il lavoro sulla poesia iniziò più o meno nello stesso periodo del suo Moṣībat-nāma, il tutto mentre Attar lavorava in una famosa farmacia a Nishapur, nel Grande Khorasan, durante l'epoca dell'Impero selgiuchide. Durante il suo periodo da farmacista e medico, Attar rimase impegnato e colpito dai disturbi dei suoi clienti e il suo Ilāhī-Namah riflette ciò che apprese attraverso la sua esperienza come speziale. Attar trascorse i suoi ultimi anni a Nishapur, dove rimase comodamente in pensione finché non fu violentemente giustiziato come parte di un massacro attuato nel mezzo dell'occupazione mongola del 1221.

## Trama
La storia racconta di un califfo che chiede ai suoi sei principi il desiderio del loro cuore. Ognuno di loro risponde con bisogni temporali, tra cui la figlia del re delle fate, la coppa di Jamshid (Jām-e jam), e l'anello di Salomone. Quindi l'incredulo sovrano cerca di spiegare l'assurdità di ogni desiderio prima di utilizzare storie spirituali per illuminare l'interpretazione più profonda di ciascuno dei desideri dei principi; gli esempi includono il modo in cui la principessa rappresenta l'anima purificata del principe, la coppa di Jamshid è il momento in cui lo stato di unione con Dio trasforma lo specchio della realtà, e l'anello di Salomone significa accontentarsi di ciò che si ha già. Il tema generale delle disamine morali è che: qualunque cosa si cerchi, alla fine, è dentro di sé.
Al di là della metafisica del sufismo, il poema mostra anche la conoscenza secolare di Attar come uomo di medicina mentre fa emergere un aneddoto sull'abile talento di un matematico nel rimuovere un tumore al cervello. In linea con la sua abilità di farmacista, Attar usa l'alchimia per significare la trasformazione del corpo in cuore e del cuore in dolore. Il testo contiene anche grandi elogi per il Profeta attraverso la poesia mistica in stile sufi, come scrive Attar:
He is the sun of creation, the moon of the celestial spheres, the all-seeing eye. […]

The seven heavens and the eight gardens of paradise were created for him,

He is both the eye and the light in the light of our eyes.»
È il sole della creazione, la luna delle sfere celesti, l'occhio che tutto vede. […]

Per lui furono creati i sette cieli e gli otto giardini del paradiso,

Egli è l'occhio e la luce nella luce dei nostri occhi.»
(Attar di Nishapur, Ilahi-nama – The Book of God, traduzione di J. A. Boyle)

## Edizioni
- Attar Nishapuri, Il poema celeste, BUR Classici, vol. 774, 3ª ed., Milano, Rizzoli, 1990, ISBN 9788817167741.
- Attar Nishapuri, Il poema celeste [Ilāhī-nāma], a cura di Maria Teresa Granata, I grandi classici della poesia, Milano, F.lli Fabbri, 1997, SBN RCA0865550.